# Georg Friedrich Ackermann
Georg Friedrich Ackermann (Magonza, 1787 – Francoforte sul Meno, 1843) è stato un pittore tedesco.

## Biografia
Fratello minore di Johann Adam Ackermann, ebbe buon successo come pittore paesaggista. Si trasferì a Francoforte a seguito del fratello.